# SIX6OS1
SIX6OS1‏ (Protein SIX6OS1) هوَ بروتين يُشَفر بواسطة جين SIX6OS1 في الإنسان.